# Csúzli

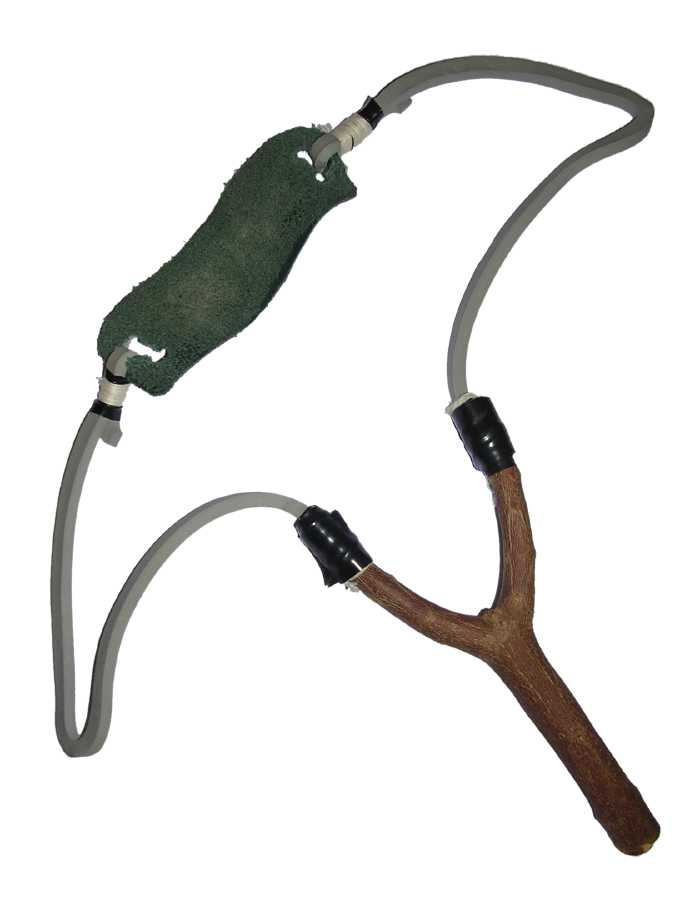
Csúzli

A csúzli ősi eredetű hajítóeszköz, amit egészen a középkor végéig fegyverként használtak.

## Leírása

### Története
Az ősemberek idejétől kezdve általában állati inakból készült a rugalmas zsinórja, ez azonban nem csúzli, hanem parittya volt. A parittyát egyes hadseregek egészen az 1300-1400-as évekig használták. A csúzlik kialakulása egyértelműen Charles Goodyear felfedezésével, a vulkanizált gumi feltalálásával párosítható. Ebből következik, hogy az első csúzlik az 1800-as évektől jelentek meg először. A csúzli gyakorlott kézben igen veszedelmes fegyver volt. A fegyver hozzáértői verebet, galambot, de még fácánt vagy vadkacsát is ejtettek el vele. A 6-8 milliméteres vas vagy ólom golyót akár 90–95 m/s sebességgel repítették ki. A puskaporos fegyverek elterjedésével értelmetlen volt tovább a hadászatban alkalmazni mint másodlagos, „gyors” kézi lőfegyvert.
Napjainkban a csúzlikat általában gyerekek használják lövöldözésre, vagy vadászok apróbb állatok leterítésére. Nyugaton rendszeresen szerveznek csúzlis versenyeket, összejöveteleket. Erre már kiépült egy komplett, csúzlikat készítő és forgalmazó iparág.
Csúzlikat Magyarországon is lehet kapni, nagyrészt vadászboltokban. Az utóbbi években visszaesett a kereslet irántuk, általában csak horgászok használják őket az etetőeledel tóba/folyóba való bejuttatására. Újólag már rendezvényeken is próbálható pl. a csúzlizdában, ahol a gyerekek dióval lőhetnek mozgó bábukra. 

### Felépítése
Egy Y alakú, 10–20 cm hosszú ág, felső végeire rögzített rugalmas zsinórral, melyeket egy lövedéktartó fog össze. E tartóba helyezhető a lövedék, ami általában sima kavics, vagy egyéb tömör tárgy.
A gumi elterjedésével a csúzlik pontossága, lőtávolsága drasztikusan megnőtt. Átütő ereje a kisebb íjakénál nagyobb. Egy változata az U szöges csúzli, ahol a gumiszalagra akasztott, meghajlított drótot húzzák a feszítéskor.

### Vadászat
Csúzlival főként apróvad, szárnyas, nyúl és mókus ejthető. Legálisan, csúzlival, apróvadra a következő országokban lehet vadászni: Anglia, Írország, Amerika 30 állama, Japán és Kína. Csúzlival nyílvessző is kilőhető. Ilyen módon Amerika egyes államaiban lehet vadászni, Alaszkában akár medvére is.